# Malabia
Malabia – stacja metra w Buenos Aires, na linii B. Znajduje się pomiędzy stacjami Ángel Gallardo a Dorrego. Stacja została otwarta 17 października 1930.